# Krogstendysse
Der Krogstendysse ist eine megalithische Grabanlage der jungsteinzeitlichen Nordgruppe der Trichterbecherkultur im Kirchspiel Slangerup in der dänischen Kommune Frederikssund.

## Lage
Das Grab liegt nordöstlich von Hørup direkt am Haus Hørupvej 12. In der näheren Umgebung gibt bzw. gab es zahlreiche weitere megalithische Grabanlagen.

## Forschungsgeschichte
In den Jahren 1890 und 1942 führten Mitarbeiter des Dänischen Nationalmuseums Dokumentationen der Fundstelle durch. Eine weitere Dokumentation erfolgte 1982 durch Mitarbeiter der Forst- und Naturbehörde.

## Beschreibung
Die Anlage besitzt eine ostsüdost-westnordwestlich orientierte längliche Hügelschüttung mit einer Länge von etwa 30 m und einer Breite von 11 m. Von der Umfassung waren 1890 noch 22 Steine erhalten. 1982 wurden nur noch zwölf gezählt: sechs im Norden, einer im Osten, drei im Süden und zwei im Westen.
Der Hügel enthält zwei Grabkammern. Die erste liegt etwas östlich der Mitte und ist als Urdolmen anzusprechen. Sie ist nordnordost-südsüdwestlich orientiert und hatte einen rechteckigen Grundriss. Zu ihren Maßen liegen keine Angaben vor. Die Kammer besitzt je einen Wandstein an den Langseiten und einen Abschlussstein an der nordnordöstlichen Schmalseite. Die südsüdwestliche Seite ist offen. Auf den Wandsteinen liegt ein Deckstein auf.
Etwa 3 m westnordwestlich ist ein einzelner Stein erkennbar, bei dem es sich wahrscheinlich um einen Wandstein einer weitgehend zerstörten zweiten Grabkammer handelt. Ihre Maße und der genaue Grabtyp sind unbekannt.